# Buris
Els buris (en llatí Buri) eren un poble germànic esmentat per Tàcit junt amb els marsignes i els gotins, i veïns dels marcomans i cuades. Es pot deduir que vivien al nord-est, d'aquests pobles i s'estenien fins a la regió del Vístula.
Claudi Ptolemeu els inclou dins del grup dels lugions (vàndals), i els considerava uns dels tres principals grups al costat de omans i diduns o duns.
Quan Trajà feia la guerra contra Dàcia, els buris eren els seus aliats. També van ser aliats de Marc Aureli, mentre al mateix temps lluitaven contra els quades. Quan Còmode va fer la pau amb els marcomans i els quades, els buris van ser expressament esmentats com amics de Roma, però aquesta amistat va tenir diverses interrupcions. Tàcit diu que recordaven els sueus.